# Pavillon des Princes de Plombières-les-Bains
Le pavillon des Princes est une maison située à Plombières-les-Bains dans le département français des Vosges dans la région historique de Lorraine.
L'édifice est protégé en tant que monument historique depuis 1930.

## Historique
Le pavillon occupe l'emplacement de la maison de Lorette qui avait été jusqu'à la Révolution l'infirmerie du couvent de capucins Sainte-Barbe fondé en 1649 par François du Chesne, qui a disparu en 1791 pendant la Révolution au cours de la sécularisation avant la construction du Bain national de 1812 à 1819.
La maison a été construite vers 1820 sous la Restauration pour servir de résidence aux membres de la famille royale qui venaient faire usage des eaux dans la cité thermale, le pavillon est habité en 1828 par la duchesse d’Angoulême, en 1842 par la duchesse d'Orléans qui y apprend l'accident mortel de son mari Ferdinand-Philippe d'Orléans, puis par les préfets des Vosges dont l'un reçut Alfred de Musset en 1845.
Napoléon III y séjourna à trois reprises, en 1857, 1858 puis 1865. C'est dans cet immeuble que l'empereur eut, avec le (président du Conseil des ministres du royaume de Sardaigne Camillo Cavour, la fameuse entrevue de Plombières, le 21 juillet 1858 au cours de laquelle devait se décider l'avenir de l'Italie, occupée alors par les autrichiens, et le rattachement de la Savoie et du comté de Nice à la France,.
Le pavillon a servi de bureau de poste.

## Architecture
Le pavillon, de petite taille et de plan rectangulaire, est construit en pierre de taille de grès vosgien.
Il compte deux étages et un balcon se trouve le long du bâtiment face au jardin.

## Localisation
La maison se trouve dans le passage des Capucins en escaliers reliant la rue Liétard en bas à l'avenue Louis Français en haut.
Le jardin, ouvert au public dès l'époque des capucins, a partiellement survécu sous le nom d'ancien jardin des Capucins puis jardin de la Préfecture. Il a été réduit lors la construction de l'actuelle route de Luxeuil et la réalisation du square Louis Français où se trouve le monument au peintre Louis Français.